# 罗德尼·罗杰斯
罗德尼·罗杰斯（英語：Rodney Rogers，1971年6月20日—）是美国NBA联盟职业篮球运动员。